# Raúl Castro
Raúl Modesto Castro Ruz (Birán, 3 giugno 1931) è un rivoluzionario, politico e generale cubano, già presidente del Consiglio di Stato (cioè capo dello Stato e del governo) della Repubblica di Cuba dal 2008, a seguito delle dimissioni di suo fratello Fidel, al 2018; dal 19 aprile 2011 al 19 aprile 2021 è stato Primo segretario del Partito Comunista di Cuba, unico partito legale nello Stato.

## Biografia

### Primi anni
Figlio di Ángel Castro y Argiz, è il fratello di Fidel Castro ed è stato artefice, insieme con questi, a Ernesto Che Guevara e ad altri personaggi come Camilo Cienfuegos, della rivoluzione cubana e della politica interna del nuovo ordine socialista.
Da giovane partecipò a numerose manifestazioni studentesche di protesta contro il dittatore Fulgencio Batista, il cui colpo di Stato aveva tra l'altro impedito al fratello Fidel di candidarsi alle elezioni del 1952. Dopo che la loro denuncia contro Batista non era stata presa in considerazione, i due fratelli organizzarono un assalto armato alla caserma Moncada a Santiago di Cuba nella Provincia di Oriente, il 26 luglio 1953. La mossa ebbe risultati negativi: molti rivoltosi morirono e altri, come lui stesso, furono condannati a vari anni di carcere. Raúl, prima di entrare nel Movimento del 26 luglio, era iscritto al partito d'ideologia comunista Partito Socialista Popolare.

### Attività politica

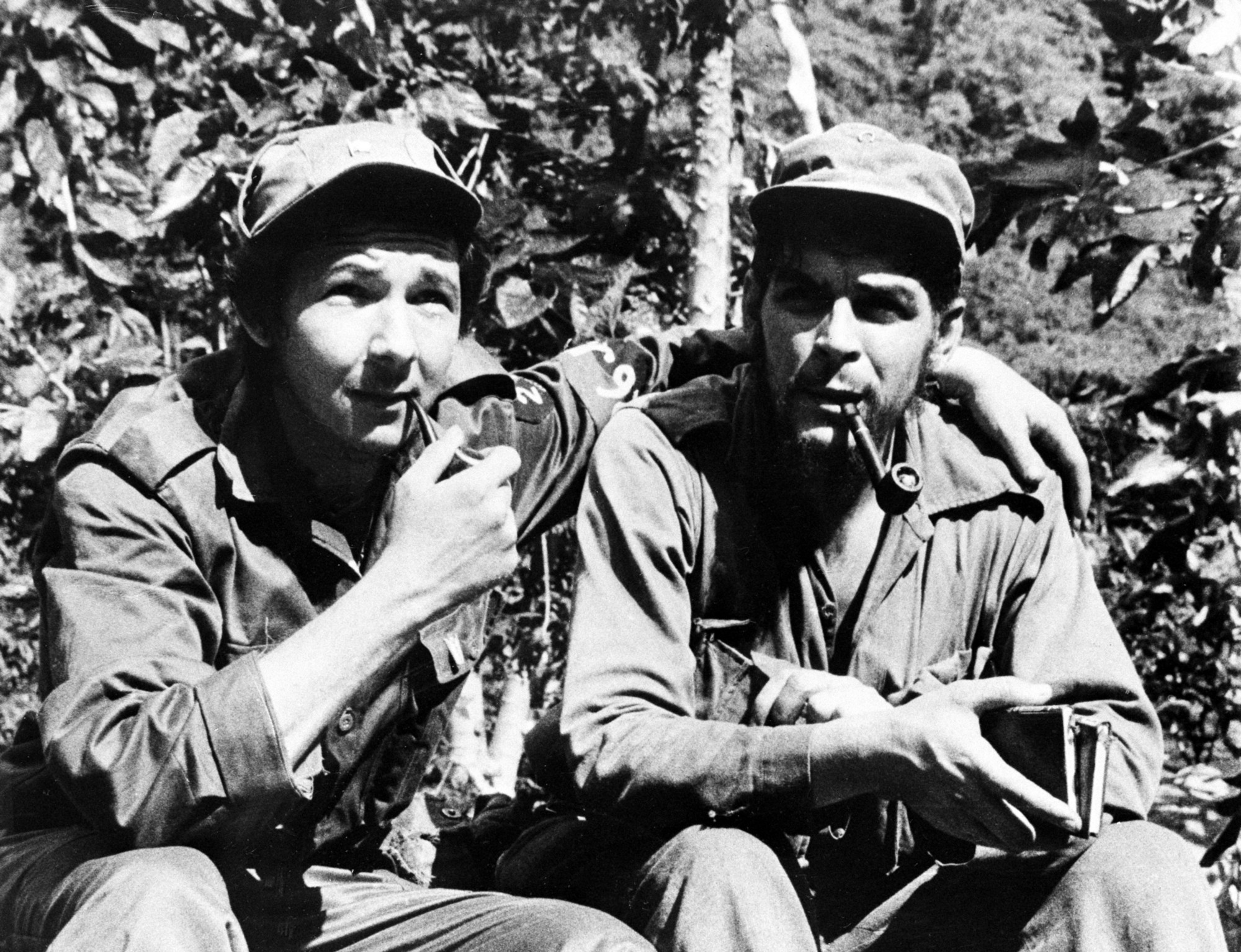
Raúl Castro con Che Guevara nel 1958

Il 2 dicembre del 1956, dopo aver goduto di un'amnistia, Raúl Castro dall'esilio volontario in Messico giunse a Cuba su una piccola imbarcazione chiamata Granma, insieme al fratello Fidel e altri 80 giovani ribelli, (tra cui il medico argentino Che Guevara e il partigiano veneziano Gino Doné Paro) al fine di dare inizio alla lotta di liberazione antibatistiana. Il Movimento del 26 di luglio, dopo un'abile guerriglia condotta soprattutto nella Sierra Maestra, scacciò Batista da Cuba e pose Fidel Castro a dirigere il nuovo stato rivoluzionario cubano (1º gennaio 1959).
Di ideologia comunista (pare che aderì al marxismo contemporaneamente a Che Guevara e quindi prima rispetto al fratello), Raúl Castro venne nominato Ministro delle Forze Armate Rivoluzionarie immediatamente dopo la rivoluzione; nel 1965 aggiunse a questa carica anche quella di secondo segretario del comitato centrale del Partito Comunista di Cuba, e nel 1976, anno dell'approvazione della Costituzione cubana, primo vicepresidente del Consiglio di Stato, diventando in tal modo il numero due del governo dell'isola caraibica, dopo il fratello Fidel.
La CIA pianificò il suo assassinio e nel 1960 reclutò il pilota dell'aereo che portava Raul Castro da Praga all'Avana per "organizzare un incidente", offrendogli 10.000 dollari. Il progetto è fallito, il pilota ha spiegato al suo ritorno che non aveva "avuto la possibilità di organizzare un incidente come discusso".

### Primo mandato presidenziale
I suoi detrattori sostengono che egli, avendo vissuto all'ombra del fratello, non abbia le capacità di prendere in mano le redini del paese (e altri critici interni affermano che all'interno del PCC ci siano giovani leader più capaci di lui); secondo i suoi sostenitori invece egli è l'unico uomo che può far continuare in sicurezza la tradizione castrista dell'isola. Dal 31 luglio 2006, quando sostituì provvisoriamente Fidel, al 24 febbraio 2008, nominato ufficialmente Presidente del Consiglio di Stato, ha posto in essere diverse importanti riforme all'interno dello stato cubano.
Il 26 luglio 2007, in occasione dei festeggiamenti per l'assalto al Cuartel Moncada, ha riconosciuto che i salari cubani sono bassi ed è necessario introdurre riforme di struttura per migliorare la vita dei cittadini, chiedendo alla popolazione stessa di parlare dei problemi e delle soluzioni in appositi incontri pubblici. Dopo il passaggio oltremodo distruttivo tra la fine di agosto e l'inizio di settembre 2008 di due uragani, Gustav e Ike, che hanno provocato danni per 10 miliardi di dollari, molti lo hanno criticato perché non è stato presente in televisione e sui luoghi colpiti. In verità in quei giorni tutte le personalità più in vista del partito sono state presenti nei luoghi molteplici del disastro.
Nel mese di ottobre 2008 in una intervista con l'attore americano Sean Penn ha dichiarato che Cuba è disposta da pari a dialogare col nuovo presidente statunitense Barack Obama in un luogo neutrale, dunque anche nella base navale americana di Guantanamo, in territorio cubano. Il 14 dicembre 2008 ha effettuato la prima visita all'estero, da quando è Capo di Stato, in Venezuela, dove è stato accolto con tutti gli onori dal Presidente Chavez. Alcuni giorni dopo, il 16 dello stesso mese, si è recato in Brasile per la Cumbre del Gruppo di Rio, nel quale Cuba è stata ammessa, dove in modo molto chiaro ha affermato che il suo paese non è disposto a fare nessun gesto unilaterale nei confronti degli Stati Uniti, per la eliminazione del bloqueo, che dura dal 1962, e che il governo cubano è disposto a liberare i dissidenti a patto che gli Stati Uniti liberino gli antiterroristi cubani accusati ingiustamente di spionaggio.
Se sulla stampa internazionale, prima di questa decisione, si pensava che Raúl subisse l'influenza del fratello, dopo questa ristrutturazione governativa si è concordi sul fatto che a comandare sia il Presidente del Consiglio di Stato. Il 3 giugno 2009 l'OEA (Organización de los Estados Americanos) ha cancellato la direttiva del 1962 con la quale si cacciava Cuba dalla stessa. Il governo dell'isola, però, nonostante la sua soddisfazione, ha continuato ad affermare di non voler rientrare in una organizzazione, ormai, "putrefatta".

#### Riforme in materia economica e di mercato

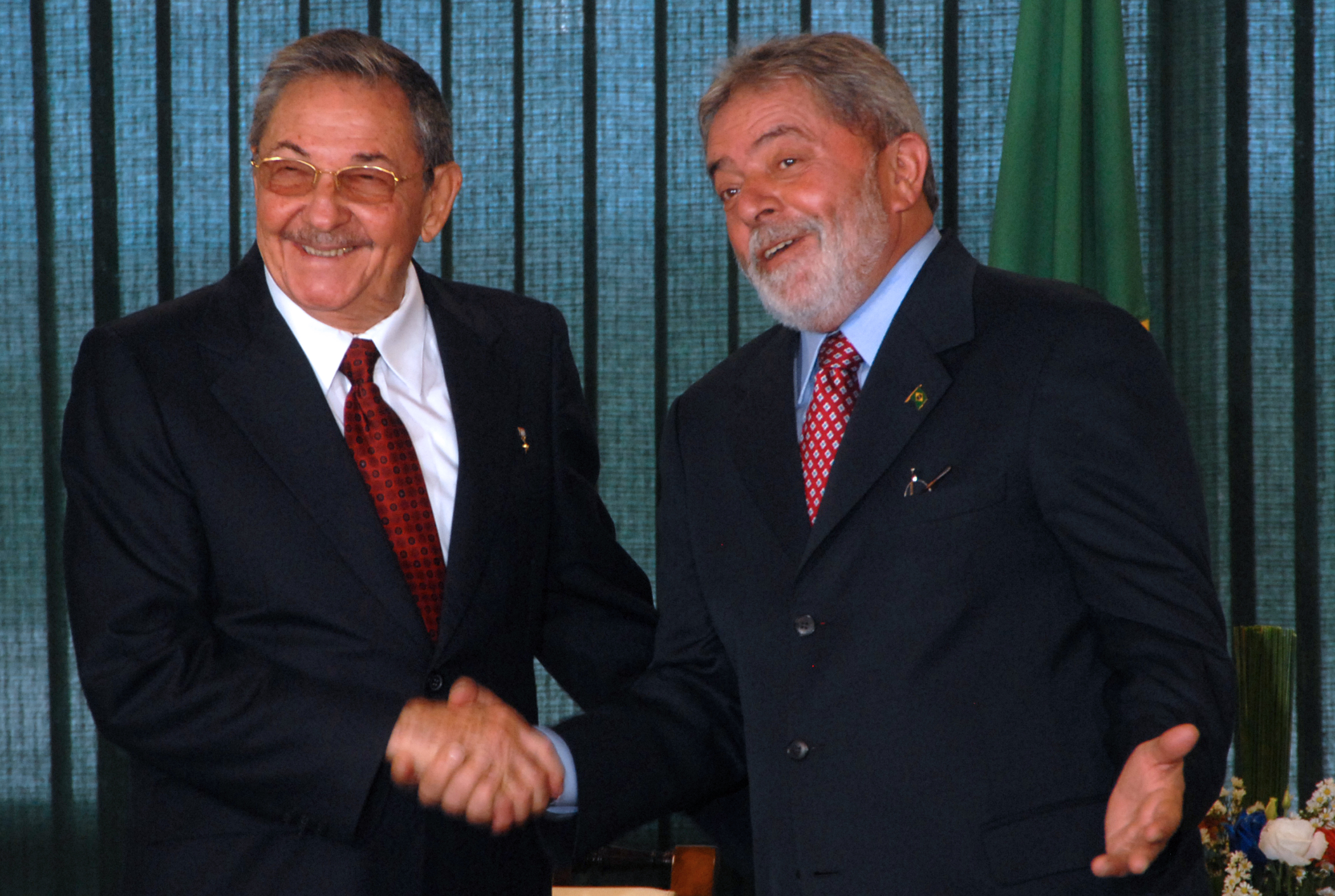
Raúl Castro con il presidente brasiliano Luiz Inácio Lula da Silva nel 2008

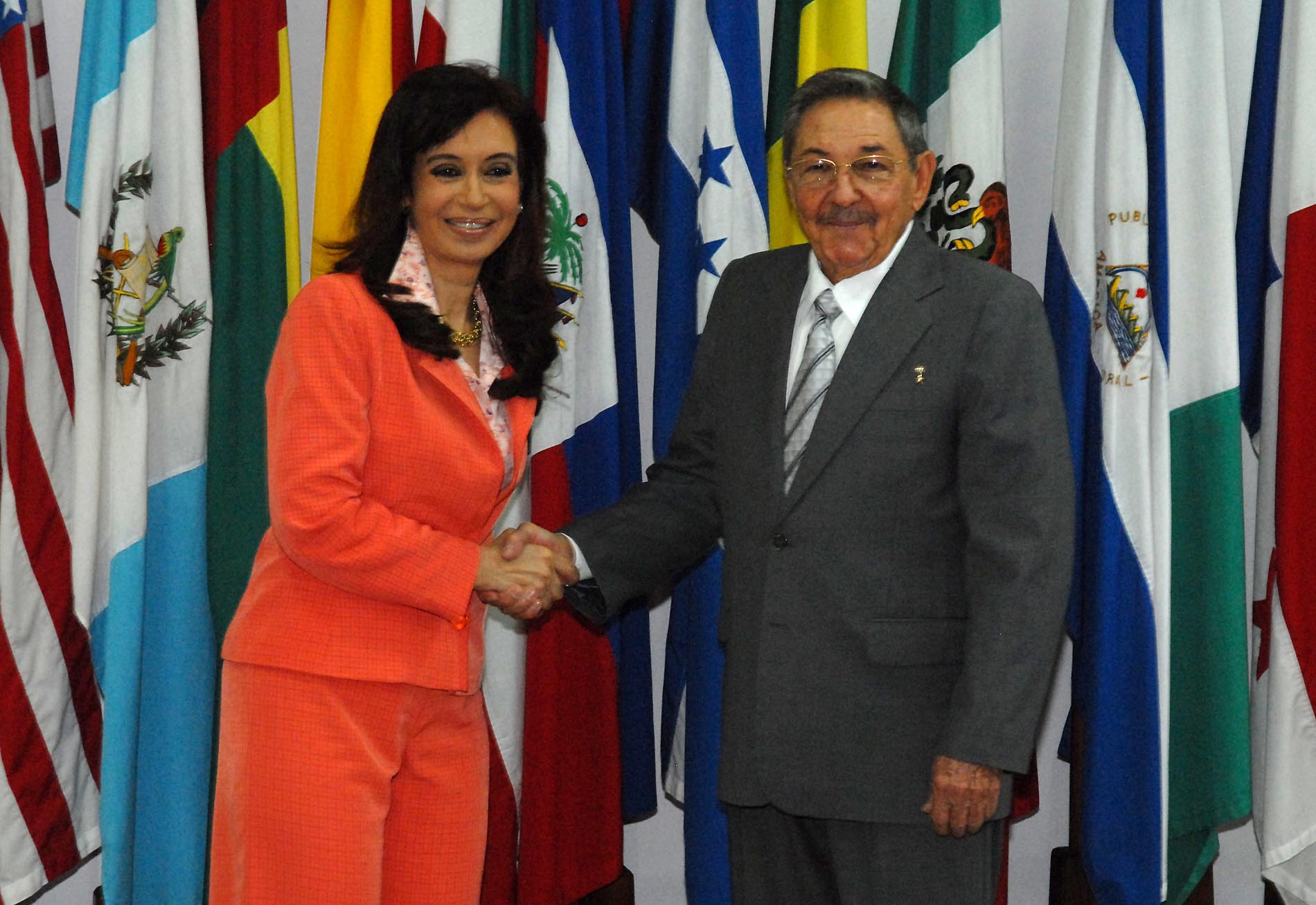
La presidentessa argentina Cristina Fernández de Kirchner incontra Raúl Castro nel gennaio 2009

Nel periodo precedente il 24 febbraio 2008 ha ottenuto l'aumento dei prezzi prefissati degli alimenti che i contadini vendono allo Stato, il pagamento dei debiti di questo nei loro confronti, il regolamento sulle indiscipline nell'ambito del lavoro, il diritto di introdurre dall'estero i DVD, pagando alla dogana il valore in pesos cubani convertibili (CUC), la firma dei trattati internazionali sui diritti umani. Nominato Capo del Consiglio di Stato il 24 febbraio 2008, ha permesso di acquistare dal 1º aprile 2008 computer (ma senza accesso a Internet), ventilatori e altri utensili tecnologici che prima di quella data erano vietati loro, dal 14 aprile di poter comprare un telefonino e registrarne il contratto.
Queste libertà, però, si pagano in CUC, la seconda moneta, entrata in circolazione nell'isola nel 1994, che ha sostituito la divisa americana alla fine del 2004 e che sarà eliminata gradualmente, secondo la nota de Il Granma del 22 ottobre 2013, a vantaggio del peso cubano, 1 CUC vale 25 pesos. Si è semplificato, inoltre, il regolamento per il trasferimento in proprietà ai singoli o alle famiglie, dopo 20 anni di affitto, delle case dello Stato. Dal settembre del 2008, immediatamente dopo il passaggio degli uragani distruttivi, la polizia, su direttiva del governo, ha incominciato una dura lotta contro il mercato nero, originato dai furti a danno dello stato.
Dal 12 marzo 2009 il Congresso americano ha eliminato i divieti introdotti dal Presidente George W. Bush nel 2004, per i quali i cittadini cubamericani potevano tornare in patria una volta ogni tre anni e spendere solo 50 dollari al giorno per non più di 2 settimane. Da questa data i cittadini cubamericani potranno tornare nell'isola almeno una volta l'anno per incontrare le loro famiglie e spendere 170 dollari al giorno per tutto il tempo desiderato. Inoltre gli alimenti e le medicine potranno essere venduti al governo cubano, senza la necessità di pagare da parte di questo prima dell'arrivo delle merci.
Il 12 aprile 2009 il portavoce del Presidente degli Stati Uniti d'America Barack Obama ha annunciato la cancellazione per i cubanoamericani dei limiti nei viaggi e nelle rimesse ai familiari a Cuba, realizzata il 3 settembre. La risposta cubana si manifestava con un articolo di Fidel Castro, in cui l'ex Presidente chiedeva la cancellazione dell'embargo e non l'elemosina. Il 1º agosto 2009, secondo il giornale Juventud Rebelde del 9 giugno 2009, tredici nuove società, autonome finanziariamente, avranno lo scopo di acquistare dalle cooperative e dai privati beni alimentari, per rivenderli nei mercati agricoli statali, che saranno aumentati, e alle industrie di trasformazione.
In questo modo si cercherà di sottrarre, almeno nella capitale e nella sua provincia, all'ente statale, Acopio, poco efficiente, che si occupa della raccolta e distribuzione ai cittadini dei prodotti venduti allo Stato dalle cooperative e dai privati, il rifornimento di gran parte dei beni alimentari. Nell'aprile del 2009 è entrato in vigore l'esperimento di agricoltura suburbana a Camagüey, che si estenderà a tutto il territorio nazionale, consistente nell'avvicinare le aziende, private, statali, cooperative ai mercati dell'isola, così che queste porteranno gli alimenti in maniera più rapida e a basso costo ai cittadini.

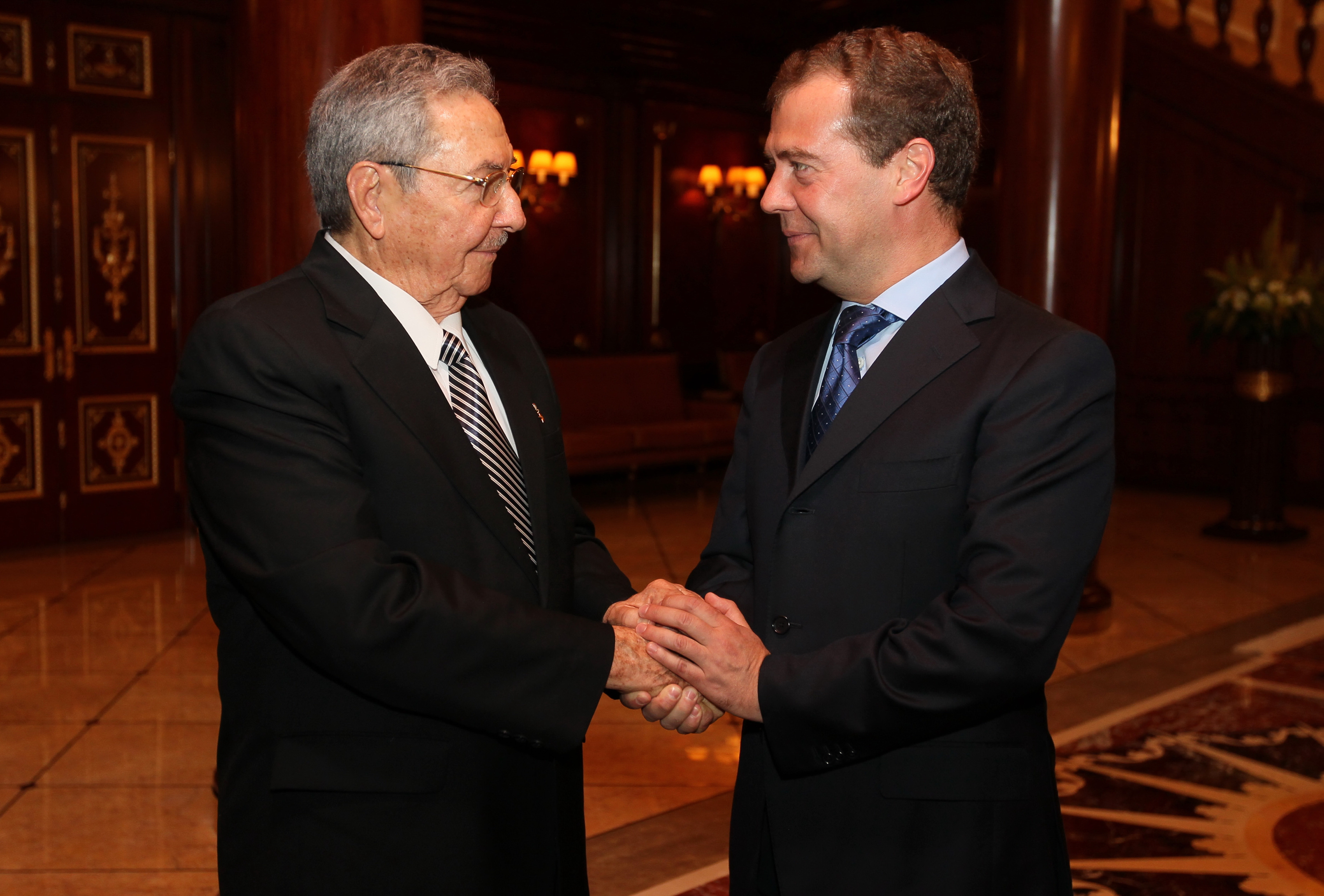
Castro con il primo ministro russo Dmitrij Anatol'evič Medvedev nel 2012

Un decreto legge del Consiglio di Stato, approvato il 26 giugno 2009, permette, con alcune limitazioni, ai cittadini cubani di avere regolarmente più impieghi. In questo modo il Consiglio di Stato regolarizza una situazione di fatto e permette agli impiegati di aziende che offrono servizi di aumentare i salari. Il 2 luglio 2009 il Granma, giornale del Partito Comunista, informa la popolazione che dall'inizio del nuovo anno scolastico, settembre 2009, i maestri e i professori delle medie avranno un aumento mensile di 166 pesos. Per gli insegnanti della scuola superiore, invece, l'aumento di salario sarà di 145 pesos mensili.
A tutti gli insegnanti e ai dipendenti della scuola, a cui l'aumento di salario sarà di 120 pesos mensili, se di scuola generale e media, di 93 se di scuola superiore, sarà detratto il 5% del salario per il pagamento dei contributi. Dal 1º ottobre del 2009 in maniera sperimentale i lavoratori di 4 ministeri non hanno più il diritto di fruire delle mense aziendali gratuite o comedores obreros. Dalla prima metà di giugno dell'anno 2010 la sperimentazione si è estesa a 225 000 lavoratori, secondo il Granma dell'11 maggio 2010. Al posto di questa gratuità i dipendenti riceveranno 15 pesos per giorno effettivo di lavoro.
L'indennità diaria, che sostituirà le mense aziendali, si estenderà alla fine a tutti i lavoratori cubani, permettendo allo Stato di risparmiare centinaia di milioni di dollari l'anno di importazioni e a un terzo della popolazione cubana, 3,5 milioni di lavoratori, di avere un salario medio (408 pesos), quello minimo è di 225, aumentato quasi del doppio, con la possibilità di incrementare la domanda di beni di consumo.

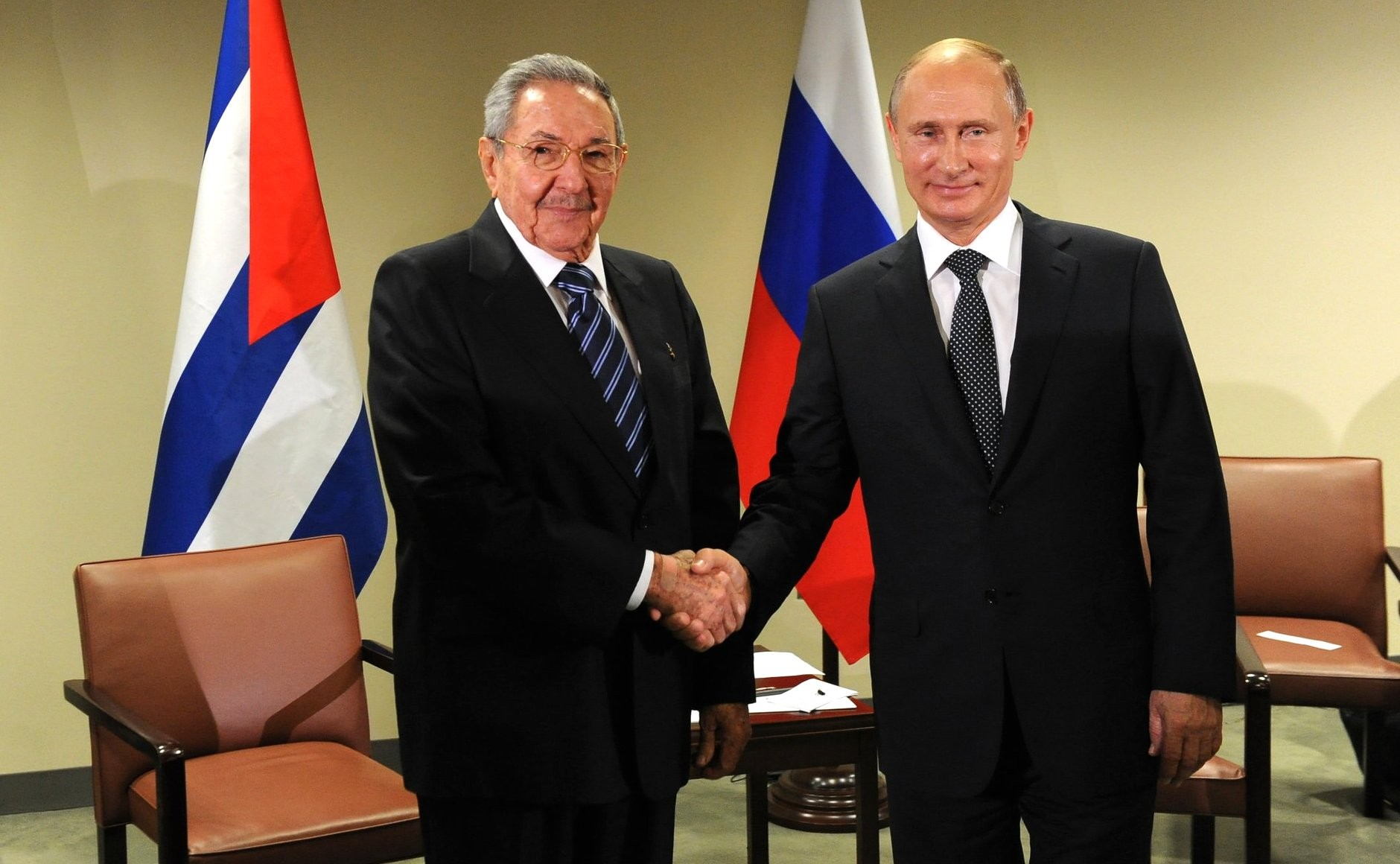
Raúl Castro incontra il presidente russo Vladimir Putin nel 2015

Il 10 ottobre 2009 in un editoriale de il Granma, quotidiano del Partito Comunista di Cuba, il direttore, Lazaro Barredo, annuncia la soppressione della "libreta de abastecimiento" (documento entrato in vigore nel 1962 col quale lo stato a prezzi molto bassi vende ai cubani alcune quantità di cibo, tali da permettere alla gran parte dei cittadini di vivere tra una settimana e dieci giorni), ad eccezione dei pensionati e delle persone con entrate basse, senza però indicarne il giorno. Secondo l'agenzia Reuters del 12 aprile 2010 all'inizio del mese il governo cubano ha cominciato ad affittare ai lavoratori le piccole attività di barberia ed estetica, proprietà pubbliche.
Nella sessione estiva dell'Assemblea Nazionale del Poder Popular, il 1º agosto 2010, il presidente Raúl Castro ha annunciato che, oltre allo spostamento di un milione di lavoratori in attività produttive (agricoltura, costruzioni, lavori autonomi), anche l'aumento delle licenze dei lavoratori autonomi (cuentapropistas), concessione inaugurata alla fine di ottobre (dopo due anni i cittadini che hanno ricevuto nuove licenze ammontano a quota 266.000, per un totale di 398.000 lavoratori autonomi) e la possibilità per gli stessi di assumere lavoratori subordinati (Granma del 2 agosto 2010).
Nella gazzetta ufficiale cubana del 16 agosto 2010 è stato pubblicato un decreto ministeriale, in base al quale chi coltiva in piccoli appezzamenti di terreno o raccoglie in luoghi intricati e difficili i prodotti agricoli, può venderli legalmente in chioschi o punti vendita, detenendo regolare licenza. Tutto ciò all'interno del piano di agricoltura suburbana, il cui scopo è quello di portare ai cittadini i prodotti agricoli. In questo modo anche gli intermediari vengono legalizzati, poiché come lavoratori autonomi possono vendere i prodotti agricoli, provenienti da appezzamenti altrui, non solo nei mercati individuati dalle autorità, ma anche a domicilio. Dal 1º ottobre 2011 i cubani possono vendere e comprare automobili circolanti nell'isola e dal 10 novembre le case. Dal 1º luglio 2013 sono entrate in vigore le cooperative non agropecuarie, che nell'arco di qualche anno si stenderanno per tutto il territorio nazionale.

#### Diritti umani e libertà

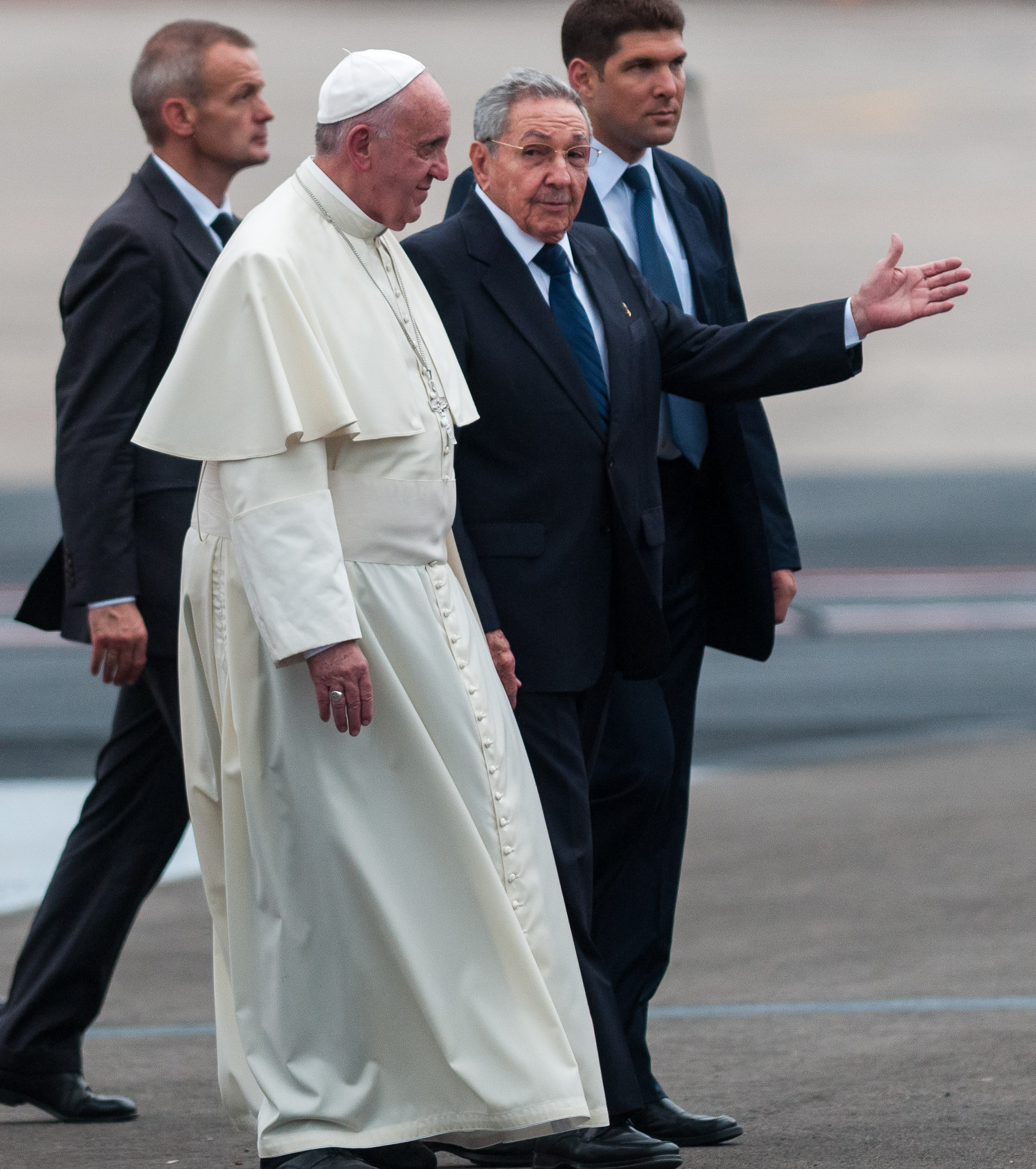
Raúl Castro accoglie a L'Avana papa Francesco in visita apostolica a Cuba, 19 settembre 2015

Si sono avute aperture anche sul fronte dei diritti umani e dei diritti civili, il vero problema che separa Cuba dalla comunità internazionale, nonché sulla libertà di circolazione. Si è permesso dal 31 marzo 2008 ai cubani di frequentare gli hotel di lusso per turisti, autorizzate le operazioni chirurgiche gratuite del cambio del sesso nelle strutture pubbliche per le persone trans*, introdotto la moratoria alla pena di morte.
Durante il primo periodo di governo di Raúl, dal 31 luglio 2006 al 31 luglio 2008, i prigionieri politici sono scesi da 316 a 219, anche se le detenzioni di alcuni giorni sono aumentate. 
In Cuba sono presenti nelle carceri almeno 80.000 prigionieri comuni e 39 politici, tra cui anche tre accusati di atti terroristici e condannati a morte alla fine degli anni Novanta, secondo el Consejo de Relatores de Derecho Humano en Cuba, associazione illegale, perché non riconosciuta, secondo il Granma del 22 maggio 2012, invece, sono 57.337.
Ha fatto del riavvicinamento con la Chiesa cattolica cubana un punto focale della sua presidenza. Papa Benedetto XVI è stato ricevuto sull'isola nel marzo 2012. Nel novembre 2010 il cardinale Ortega, alla presenza del presidente cubano, ha inaugurato le nuove strutture del seminario di San Carlos, dove si formano i futuri sacerdoti, il cui numero è in aumento. Il governo sta anche restituendo alla Chiesa le proprietà che furono nazionalizzate al tempo della rivoluzione. Tuttavia, la Chiesa continua a mantenere un dialogo con l'opposizione, i cui rappresentanti intervengono nei dibattiti che organizza, e fa dell'integrazione dell'educazione cattolica nel servizio pubblico una priorità per poter insegnare teologia e scienze umane nelle università.
Dopo un incontro di 6 ore tra l'arcivescovo de la Havana, Jaime Ortega, l'allora ministro degli esteri spagnolo, Moratinos, e il presidente Raúl Castro, il 7 luglio 2010 l'arcivescovado de la Havana ha emesso un comunicato stampa, pubblicato su "Il Granma", in cui si è annunciato da parte del governo cubano la liberazione, entro 3-4 mesi, di 52 prigionieri di coscienza, indicati da Amnesty International. La loro liberazione si è conclusa nel marzo del 2011.
Il 16 maggio 2009 a Cuba è stato festeggiato il giorno contro l'omofobia con una manifestazione di omosessuali per le vie dell'Avana, guidata da Mariela, la figlia del Presidente Raúl, la quale, in qualità di presidente del Cenesex, Centro Nazionale per la Educazione Sessuale, alla fine della manifestazione ha parlato a favore della libertà sessuale e dei diritti umani e da allora ogni anno si tiene una manifestazione a favore delle persone omosessuali.
Con un decreto pubblicato agli inizi di settembre 2009 sulla Gazzetta Ufficiale si è permesso ai cubani di entrare negli internet point, pagando in CUC, per poter navigare liberamente in internet, secondo un articolo di BBC news del 6 ottobre 2009.
Il 14 gennaio 2013 sono entrate in vigore le norme che permettono ai cubani di andare all'estero solo con passaporto e visto del paese in cui si vuole essere ospitati, per un periodo non superiore a 24 mesi.

#### Salari, terra e previdenza

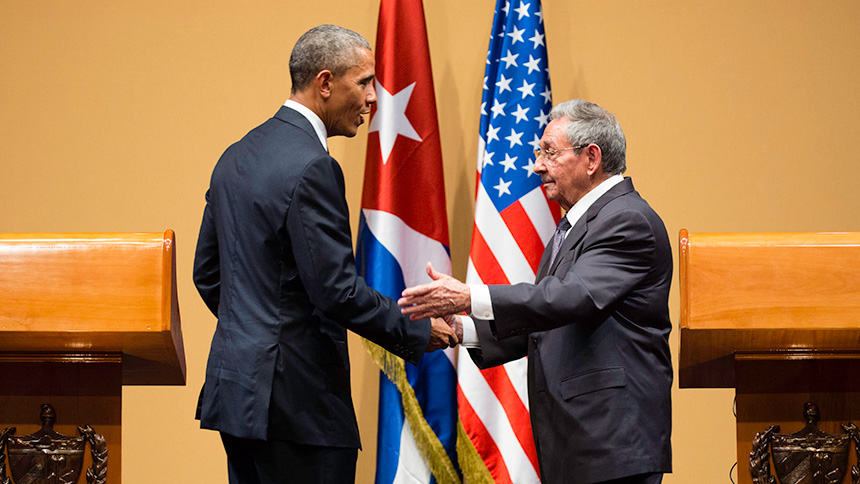
Raúl Castro con il presidente USA Barack Obama a L'Avana nel 2016

Sulla questione salariale l'11 luglio 2008 davanti al Parlamento ha affermato che per lo Stato cubano è importante l'uguaglianza dei diritti, non l'egualitarismo dei salari, e che, chi lavora di più, deve essere remunerato di più, in piena coerenza con il principio marxista "a ognuno secondo i suoi bisogni, da ognuno secondo le sue capacità". Per far fronte agli aumenti dei prezzi internazionali degli alimenti e alle importazioni soprattutto dagli USA, alcuni giorni dopo il discorso davanti alla Assemblea Nacional del Poder Popular, il Consiglio di Stato ha emanato il decreto legge n. 259/2008 col quale si concedono in usufrutto a enti giuridici e persone fisiche terre statali incolte, che erano stimate intorno al 50%.
Dal 17 settembre 2008 lo Stato cubano ha incominciato la distribuzione delle terre oziose. Fino al maggio 2012, secondo il Granma, sono stati distribuiti 1.500.000 ettari di terra, di cui il 79% sono utilizzati per la produzione di frutti e allevamento.
Si sono incrementate dal 1º maggio 2008 le pensioni minime da 167 a 200 pesos mensili, aumentate di 40 pesos mensili tutte le altre fino a 360 e portate a 400 quelle da 360 fino a 399.
È stata introdotta, inoltre, l'eliminazione del tetto dei salari, diventata obbligatoria per tutte le imprese dal 1º gennaio 2009, che permetterà agli stipendi dei lavoratori cubani di crescere in modo direttamente proporzionale all'aumento della produttività.
Dal 22 gennaio 2009 è entrata in vigore la legge approvata nel dicembre 2008 dall'Assemblea nazionale del potere popolare, che ha aumentato l'età pensionabile da 60 a 65 per gli uomini, da 55 a 60 per le donne e il periodo lavorativo da 25 a 30 anni, nell'arco, però, di 7 anni, riconoscendo ai nuovi pensionati una indennità pari al 60% del salario più 2% per ogni anno di lavoro oltre il 30º anno, ai lavoratori autonomi con regolare licenza il diritto di ricevere la pensione e ai lavoratori subordinati il cumulo di pensione e stipendio, purché assunti in attività diverse da quelle esercitate fino alla pensione. Infine, con decreto legge n. 260/2008 del Consiglio di Stato, per riempire vuoti di organico, dovuti ai bassi salari e ai pensionamenti, si è permesso ai maestri e professori in pensione di ritornare al lavoro, cumulando alla pensione il salario.

### Secondo mandato presidenziale
Il 24 febbraio 2013 Raúl Castro viene rieletto Presidente di Cuba dal Parlamento cubano fino alla scadenza del mandato il 19 aprile 2018.
Il 20 settembre 2015 Raúl Castro accoglie papa Francesco, storica visita del Pontefice a Cuba, il terzo dopo Giovanni Paolo II e Benedetto XVI.